# Condado de Scott (Kansas)
O Condado de Scott é um dos 105 condados do estado americano de Kansas. A sede do condado é Scott City, e sua maior cidade é Scott City. O condado possui uma área de 1 859 km² (dos quais 0 km² estão cobertos por água), uma população de 5 120 habitantes, e uma densidade populacional de 3 hab/km² (segundo o censo nacional de 2000). O condado foi fundado em 20 de março de 1873.